# كاميرون بويد
كاميرون بويد (بالإنجليزية: Cameron Boyd)‏ هو ممثل أمريكي، ولد في 6 سبتمبر 1984 في الولايات المتحدة.

## وصلات خارجية
- كاميرون بويد على موقع IMDb (الإنجليزية)
- كاميرون بويد على موقع قاعدة بيانات برودواي على الإنترنت (الإنجليزية)